# Cyrtopholis respina
Cyrtopholis respina är en spindelart som beskrevs av Pelegrín Franganillo Balboa 1935. 
Cyrtopholis respina ingår i släktet Cyrtopholis och familjen fågelspindlar. Artens utbredningsområde är Kuba. Inga underarter finns listade i Catalogue of Life.